# Ikaro del amor
«Ikaro del amor» es una canción compuesta e interpretada por la agrupación de cumbia amazónica peruano Los Wembler's de Iquitos.

## Historia
Luego de una presentación en 2015 en el Pioneer Works de Brooklyn, su primera en los EE. UU., Los Wembler's quisieron grabar algo nuevo. El título de la canción proviene de una palabra que se relaciona con los cantos mágicos que emplean los curanderos amazónicos para convocar a los espíritus durante las ceremonias de ayahuasca. En esta canción, Los Wembler's tomaron esa palabra que encarna la magia, ikaro, y la usan para cantar sobre el amor.
La canción es la primera canción del EP homónimo, publicado en 2017 través del sello Barbès Records de Olivier Conan. Una vez lanzado el disco, el primero desde hacía más de 25 años, hicieron una gira internacional dando conciertos en Estados Unidos, México y Europa.
En el año 2021 se lanzó el videoclip de la canción, dirigido por el cineasta loretano Luis Chumbe.